# Маріупольська організація Національної спілки художників України
Маріупольська організація Національної спілки художників України — структурний підрозділ Національної спілки художників України в місті Маріуполь. Створена 8 квітня 1992 року.

## Передісторія і обмеження
Місто Маріуполь — батьківщина художника-пейзажиста Архипа Куїнджі. Відомо, що Куїнджі Архип Іванович робив замальовки краєвидів на околиці міста. В період до 1917 року в місті плідно працював художник-графік Могилевський Олександр Павлович (1885–1980), автор низки краєвидів маріупольського узбережжя. Схвальний відгук про твори Олександра Могилевського написав німецький мистецтвознавець Отто Фішер ще в 1912 р. Згодом О. П. Могилевський перебрався у Москву, де десятиліттями працював в різних видавництвах як художник книги. Був майстром екслібрисів (малої форми графічного мистецтва) і акварелістом.
Щоразу художник, що виборов славу, покидав місто з різних обставин, перетворюючи Маріуполь на місто — донор для інших культурних центрів. З політичних міркувань Маріуполь покинув і художник та монументаліст Арнаутов Віктор Михайлович, що емігрував, працював у США та в Мексиці, де був співпрацівником монументаліста Дієго Рівери.
У 1930-і рр. виникають перші постійні художні майстерні в Маріуполі у Никодимова, Бендрика, Ктиторова. Творча діяльність і психологічна підтримка художника Ктиторова Миколи Юхимовича (1930–1966) була особливо значущою для зростання молодих митців міста.
Драматичні події в Маріуполі в 20 ст. — дві війни, сталінські репресії, довге післявоєнне відновлення, еміграція з Маріуполя — не сприяли ні накопиченню вартісних художніх скарбів, ні організації в місті спілки художників.
Деякі перспективні зрушення почалися у 1970-х рр. Тут запрацювало відділення Донецької спілки художників. За наказом комуністичного уряду Москви спілки художників мали існувати тільки у обласних містах, котрим був на той час Донецьк. Так Маріуполь був позбавлений права на окрему спілку місцевих художників. Цим пояснюється досить пізнє заснування окремої від Донецька власної спілки місцевих художників в Маріуполі.
1972 року в Маріуполі була заснована перша картинна галерея, приміщення для котрої надав директор Коксохімзаводу Максимов . З ініціативи місцевих активістів (медальєр Харабет Юхим Вікторович, художник Пришедько Григорій Дмитрович (1927–1978)) в місто перевезли декілька картин радянських художників — Якова Басова, Сергія Шишко, Тетяни Яблонської та ін. Але картинну галерею згодом зачинили, а картини сховали у фонди Маріупольського краєзнавчого музею.

## Заснування Маріупольського відділку НСХУ
Справа зрушила з місця після розвалу СРСР в перші роки незалежності України. Національна спілка художників України на Першому з'їзді закладу оголосила про заснування в місті Маріупольського відділку НСХУ, який створено 8 квітня 1992 року.
Два ветерани серед маріупольських художників (Константинов Валентин Костянтинович, Бондаренко Леонід Іванович 1932 р.н.) стали лауреатами медалі Тетяни Яблонської. Це вища галузева нагорода Національної спілки художників України (НСХУ).
З нагоди 20 річниці з року заснування в місті відділення НСХУ створені і надруковані каталоги, котрі фіксують наявність художніх творів і сприятимуть їх ідентифікації. Частка каталогів передана в освітні школи та бібліотеки Маріуполя.

## Керівники
- Кот Петро Олексійович (1986–2003)
- Бараннік Сергій Олексійович (жовтень 2003 р. і донині)